# 戈比万
戈比万（法語：Gaubiving，法語發音：[ɡobivɛ̃]；洛林法兰克语：Biwinge）是法国摩泽尔省的一个旧市镇。1811年，戈比万并入市镇福尔克兰。

## 地理
戈比万（49°9'17.13"N, 6°55'15.60"E）位于法国大東部大區摩泽尔省，该省份为法国东北部内陆省份，是洛林的一部分，西南接默尔特-摩泽尔省，东临下莱茵省，北与卢森堡和德国接壤。
戈比万的时区为UTC+01:00、UTC+02:00（夏令时）。

## 行政
戈比万的邮政编码为57600。

## 人口
戈比万于1806年时的人口数量为161人。